# Jean Girault
Pour l’article ayant un titre homophone, voir Jean Giraud.
Pour les articles homonymes, voir Giraud, Girault et Jean Girault (homme politique).
Jean Girault, né le 9 mai 1924 à Villenauxe-la-Grande dans l'Aube et mort le 20 juillet 1982 dans le 16e arrondissement de Paris, est un réalisateur et scénariste français.

## Biographie
Principalement auteur de films comiques, Jean Girault tourne de nombreux films interprétés par Louis de Funès, dont Le Gendarme de Saint-Tropez et ses suites. Il est le réalisateur qui laisse le plus de liberté à l'acteur, et va jusqu'à partager la réalisation avec lui dans leurs derniers films.
En dehors des films avec Louis de Funès, il connaît un grand succès avec les Charlots pour Les Charlots font l'Espagne (1971) et est le dernier réalisateur à avoir fait tourner Jean Gabin, dans L'Année sainte (1976). Il tente également de lancer comme vedette l'acteur Louis Velle, en l'installant en premier rôle dans Le Permis de conduire (1973), Les murs ont des oreilles (1974) et L'Intrépide (1975).
Alors que Jean Girault craignait, comme toute l'équipe, que son acteur fétiche meure en plein tournage, c'est lui-même qui meurt pendant le tournage de sa dernière réalisation (Le Gendarme et les Gendarmettes) des suites d'une tuberculose, à l'âge de 58 ans,.

« On ne m'empêchera pas de penser que la mort de Jean Girault a été un sacré coup dur pour le cinéma français. Cet homme n'était pas Truffaut ni Fellini, mais il possédait l'art et la manière de ficeler des situations qui ont fait leur preuve. (…) Alors, je prétends que Jean Girault et Louis de Funès sont des bienfaiteurs du cinéma. »

— Michel Galabru, octobre 1982.

### Famille et vie privée
Il épouse Françoise Jourdanet (1946-2019), maquilleuse, actrice dans Un drôle de colonel, Les Grandes Vacances, Le Juge. Ils ont une fille, Dominique, dont Jeanne de Funès, épouse de Louis, était la marraine.
Il repose au cimetière parisien de Bagneux, dans les Hauts-de-Seine, à la 77e division.

## Filmographie

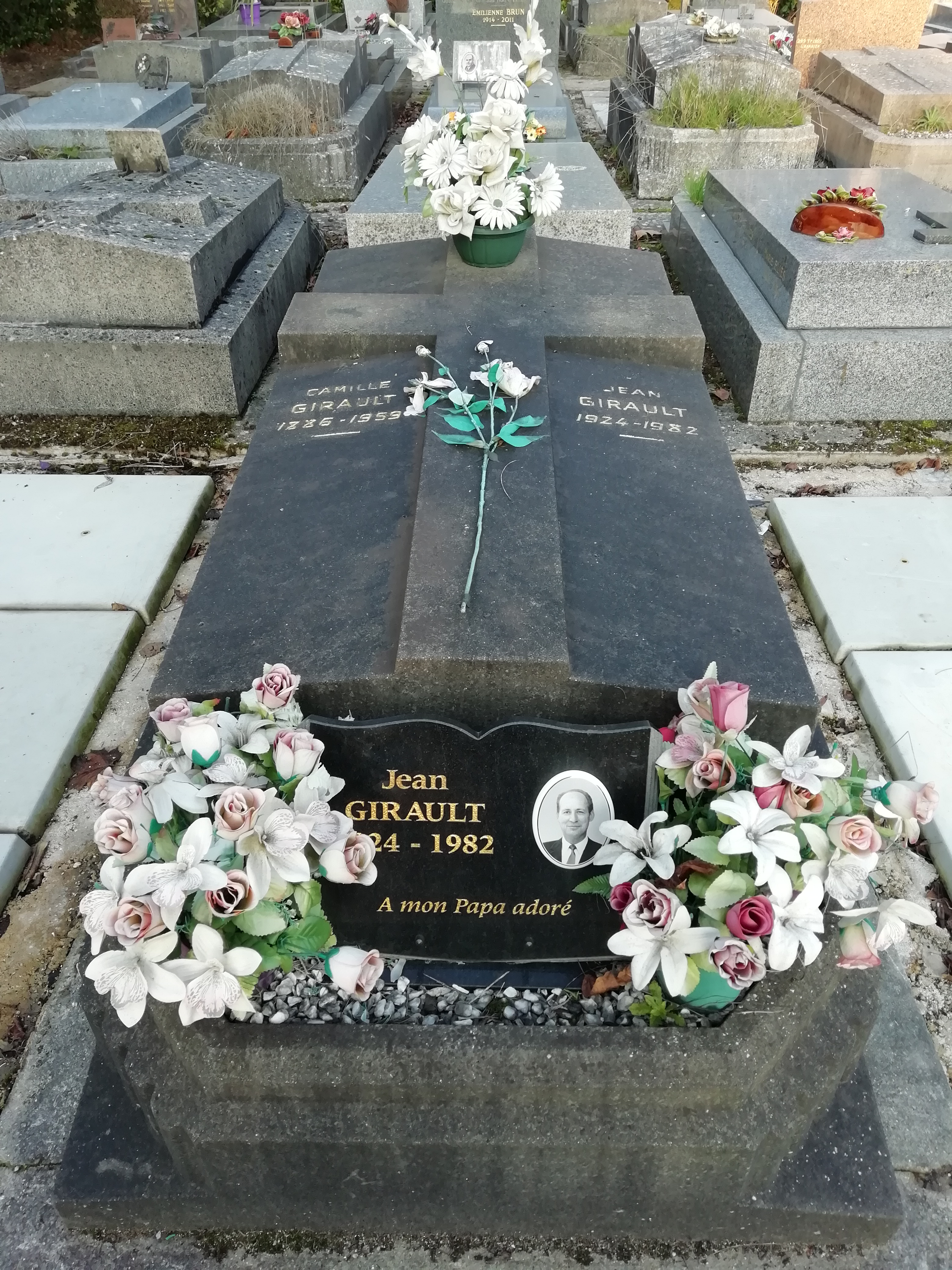
Tombe de Jean Girault au cimetière parisien de Bagneux (division 77).

### Un cinéaste fidèle
Parmi ses acteurs fétiches, viennent en tête : Michel Galabru (16 films), Louis de Funès (12 films, dont un coréalisé), Guy Grosso (11 films), Michel Modo (9 films), Jean Lefebvre (7 films), Claude Gensac (7 films), Christian Marin (6 films), Francis Blanche (5 films), Darry Cowl (5 films) ou encore  Paul Préboist (5 films). Raymond Lefevre a composé la musique de presque tous ses films.

### Scénariste
- 1952 : Un jour avec vous de Jean-René Legrand
- 1952 : L'Amour toujours l'amour de Maurice de Canonge
- 1955 : Cherchez la femme de Raoul André
- 1958 : Chéri, fais-moi peur de Jack Pinoteau (+ dialogues)
- 1958 : Le Sicilien de Pierre Chevalier (+ dialogues)
- 1960 : Le Mouton de Pierre Chevalier (+ dialogues)

### Réalisateur et scénariste
- 1960 : Les Pique-assiette, avec Darry Cowl et Francis Blanche
- 1961 : Les Moutons de Panurge avec Darry Cowl
- 1961 : Les Livreurs, avec Darry Cowl et Francis Blanche
- 1963 : Les Veinards (film à sketchs coréalisé)
- 1963 : Les Bricoleurs, avec Darry Cowl et Francis Blanche
- 1963 : Pouic-Pouic, avec Louis de Funès et Jacqueline Maillan
- 1963 : Faites sauter la banque, avec Louis de Funès et Jean-Pierre Marielle
- 1964 : Le Gendarme de Saint-Tropez, avec Louis de Funès
- 1964 : Les Gorilles, avec Darry Cowl et Francis Blanche
- 1965 : Le Gendarme à New York, avec Louis de Funès
- 1966 : Monsieur le président-directeur général avec Pierre Mondy, Michel Galabru et Jacqueline Maillan
- 1967 : Les Grandes Vacances, avec Louis de Funès
- 1968 : Le Gendarme se marie, avec Louis de Funès
- 1968 : Un drôle de colonel, avec Jean Lefebvre et Jean Yanne
- 1969 : La Maison de campagne avec Jean Richard
- 1970 : Le Gendarme en balade, avec Louis de Funès
- 1971 : Jo, avec Louis de Funès
- 1971 : Le Juge, avec Pierre Perret
- 1972 : Les Charlots font l'Espagne, avec Les Charlots
- 1973 : Le Concierge avec Bernard Le Coq, Michel Galabru et Daniel Ceccaldi
- 1973 : Le Permis de conduire
- 1974 : Deux Grandes Filles dans un pyjama avec Philippe Nicaud
- 1974 : Les murs ont des oreilles, avec Louis Velle
- 1975 : L'Intrépide, avec Louis Velle
- 1976 : L'Année sainte, avec Jean Gabin
- 1977 : Le mille-pattes fait des claquettes, avec Francis Perrin
- 1978 : L'Horoscope
- 1978 : Sam et Sally (série télévisée), 2 épisodes : Le Collier et Isabelita
- 1978 : Le Gendarme et les Extra-terrestres, avec Louis de Funès
- 1979 : L'Avare, avec Louis de Funès
- 1981 : La Soupe aux choux, avec Louis de Funès
- 1981 : Ach du lieber Harry, avec Dieter Hallervorden
- 1982 : Le Gendarme et les Gendarmettes, avec Louis de Funès

### Acteur (caméo)
- 1963 : Pouic-Pouic - le joueur chauve à la bourse au début du film (en compagnie de son scénariste Jacques Vilfrid)
- 1964 : Le Gendarme de Saint-Tropez - le marchand de vêtements du port de Saint-Tropez[4]

## Résultats au box-office
| Film                                    | Année | Box-office France  |
| --------------------------------------- | ----- | ------------------ |
| Le Gendarme de Saint-Tropez             | 1964  | 7 809 433 entrées  |
| Les Grandes Vacances                    | 1967  | 6 986 917 entrées  |
| Le Gendarme se marie                    | 1968  | 6 828 665 entrées  |
| Le Gendarme et les Extra-terrestres     | 1979  | 6 280 070 entrées  |
| Le Gendarme à New York                  | 1965  | 5 495 045 entrées  |
| Le Gendarme en balade                   | 1970  | 4 870 609 entrées  |
| Le Gendarme et les Gendarmettes         | 1982  | 4 209 139 entrées  |
| Les Charlots font l'Espagne             | 1972  | 4 162 897 entrées  |
| La Soupe aux choux                      | 1981  | 3 093 319 entrées  |
| Jo                                      | 1971  | 2 466 966 entrées  |
| L'Avare                                 | 1980  | 2 433 452 entrées  |
| Les Livreurs                            | 1961  | 2 388 449 entrées  |
| Le Permis de conduire                   | 1973  | 2 309 606 entrées  |
| Pouic-Pouic                             | 1963  | 2 169 854 entrées  |
| Les Pique-assiette                      | 1960  | 2 104 417 entrées  |
| Faites sauter la banque !               | 1963  | 1 918 785 entrées  |
| Les Bricoleurs                          | 1962  | 1 531 994 entrées  |
| Les Veinards                            | 1962  | 1 511 419 entrées  |
| Les Gorilles                            | 1964  | 1 381 878 entrées  |
| L'Année sainte                          | 1976  | 1 123 190 entrées  |
| Monsieur le président-directeur général | 1966  | 1 093 249 entrées  |
| Les murs ont des oreilles               | 1976  | 908 565 entrées    |
| Un drôle de colonel                     | 1968  | 630 762 entrées    |
| Les Moutons de Panurge                  | 1960  | 583 114 entrées    |
| Le Concierge                            | 1973  | 562 694 entrées    |
| Le mille-pattes fait des claquettes     | 1977  | 535 831 entrées    |
| La Maison de campagne                   | 1969  | 497 437 entrées    |
| Deux grandes filles dans un pyjama      | 1974  | 465 350 entrées    |
| L'Intrépide                             | 1975  | 461 081 entrées    |
| Le Juge                                 | 1971  | 334 192 entrées    |
| L'Horoscope                             | 1978  | 93 709 entrées     |
| Total                                   |       | 77 241 948 entrées |

## Théâtre
- 1951 : L'Amour, toujours l'amour de Jean Girault et Jacques Vilfrid, mise en scène Pierre Mondy, théâtre Antoine
- 1952 : Sans cérémonie de Jean Girault et Jacques Vilfrid, théâtre Daunou — adapté au cinéma avec Pouic-Pouic (1963)
- 1969 : S.O.S. Homme seul de Jean Girault et Jacques Vilfrid, mise en scène Michel Vocoret, théâtre des Nouveautés — adapté au cinéma avec Deux grandes filles dans un pyjama (1974)[7]